# ORANGE WAVE
ORANGE WAVE（オレンジウェーブ）は、日本プロサッカーリーグ（Jリーグ）に加盟する清水エスパルスのオフィシャルチアリーダーズ。

## スタッフ
シニアアドバイザー
- 羽柴多賀子

ディレクター
- 小宮山渚

## メンバー
2025年
| - 奈菜（8年目、アシスタントディレクター） - 綾乃（10年目、アシスタントディレクター） - 未悠（6年目、リーダー） - 咲那（5年目） - 文音（4年目） - 沙矢加（4年目） | - あのん（3年目） - ゆきな（3年目） - 怜夏（3年目） - 真央（2年目） - 美羽音（2年目） | - 杏奈（1年目） - いろは（1年目） - 楓果（1年目） - 美空（1年目） - ゆう（1年目） |